# TPF ABe 2/4+B+Be 2/4
,
Les ABe 2/4+B+Be 2/4 sont des automotrices électriques régionales articulées conçues pour circuler sur les voies métriques du réseau des TPF, en Suisse. Elles ont été mises en service entre 2015 et 2024 afin de remplacer les compositions de série 120 sur la ligne Palézieux-Bulle-Montbovon,.

## Description
La première des six rames de la première série a été reçue par les TPF le 21 août 2015. La suite de la série a été reçue dans les mois suivants afin que les véhicules puissent être testés en vue de leur mise en service commercial dès l'horaire 2015/2016. Ces rames sont issues d'un appel d'offres commun avec les MBC, TRAVYS et le MOB pour un ensemble de 17 unités. Le montant total du marché s'est élevé à 231,5 millions de francs suisses. Les rames de chaque réseau présentent des compositions différentes, même si elles sont de conception initiale commune,,,.
Les ABe 2/4+B+Be 2/4 offrent des accélérations maximales élevées de l'ordre d'1,1 m/s2 ainsi que des décélérations maximales d'1,33 m/s2.

## Service
Ces rames assurent les services du RER Fribourg sur les voies métriques du réseau des TPF, entre Palézieux, Bulle et Montbovon. L'objectif de ces rames est d'améliorer le confort des voyageurs sur ces différentes lignes grâce à la mise à disposition de prises électriques, l'installation de la climatisation en voiture, l'instauration d'une première classe tout en assurant l'accès de plain-pied aux personnes à mobilité réduite,.